# Eparchie lyskovská
Eparchie lyskovská (rusky Лы́сковская епархия – Lyskovskaja jeparchija) je eparchie ruské pravoslavné církve nacházející se v Rusku. Jejím sídlem je město Lyskovo.

## Území a titul biskupa
Zahrnuje správní hranice území Bolšeboldinského, Bolšemuraškinského, Buturlinského, Vadského, Vorotynského, Gaginského, Kňagininského, Krasnookťabrského, Lukojanovského, Lyskovského, Pěrvomajského, Perevozského, Pilninského, Počinkovského, Sergačského, Sečenovského, Spasského a Šatkovského rajónu Nižněnovgorodské oblasti.
Eparchiálnímu biskupovi náleží titul biskup lyskovský a lukojanovský.

## Historie
Roku 1923 byl zřízen lyskovský vikariát nižněnovgorodské eparchie. Po roce 1950 nebyl obsazen.
Dne 15. března 2012 byla rozhodnutím Svatého synodu zřízena samostatná lyskovská eparchie a to oddělením území z nižněnovgorodské eparchie. Stala se součástí nově vzniklé nižněnovgorodské metropole.
Prvním eparchiálním biskupem se stal archimandrita Siluan (Glazkin), duchovní moskevské eparchie.

## Seznam biskupů

### Lyskovský vikariát
- 1943–1946 Zinovij (Krasovskij)
- 1946–1946 Maxim (Bačinskij)
- 1946–1950 Iov (Kresovič)

### Lyskovská eparchie
- 2012–2013 Georgij (Danilov) dočasný správce
- 2013–2024 Siluan (Glazkin)
- ** od 2024 Georgij (Danilov) dočasný správce